# The Dunwich Horror
The Dunwich Horror is een kort horrorverhaal van de Amerikaanse schrijver H.P. Lovecraft. Het verhaal werd voor het eerst gepubliceerd in april 1929 in het tijdschrift Weird Tales. Het verhaal geldt als een van de kernverhalen van de Cthulhu Mythos.

## Inhoud
In het dorpje Dunwich, Massachusetts, wordt op een dag Wilbur Whateley geboren. Hij lijkt qua uiterlijk in niets op zijn albino moeder en wie zijn vader is, is onduidelijk. Bovendien blijkt hij zich abnormaal snel te ontwikkelen; voor zijn eerste verjaardag kan hij al zelfstandig lopen en praten, op zijn derde ziet hij er al uit als een kind van 10, en binnen 10 jaar is hij reeds volwassen. Zijn grootvader, die door de dorpelingen gemeden wordt vanwege zijn voorliefde voor het bovennatuurlijke, leert Wilbur meerdere duistere rituelen.
Wilbur wil als hij eenmaal volwassen is koste wat het kost een originele, Latijnstalige versie van de Necronomicon bemachtigen, omdat hij de kennis nodig heeft om in contact te komen met de mysterieuze Old Ones en hun voorouder Yog-Sothoth. Bovendien wordt duidelijk dat er in de boerderij van de familie Whateley nog een ander wezen huist dat altijd verborgen blijft, maar dat duidelijk veel ruimte inneemt daar de boerderij steeds verder uitgebreid wordt. Ook blijken de Whateley’s grote hoeveelheden vee op te kopen, maar men ziet dit vee nooit bij hun boerderij grazen.
Na de dood van zijn grootvader en moeder, gaat Wilbur naar de Miskatonic University in de hoop daar eindelijk de Necronomicon te vinden. Wanneer de bibliothecaris van de universiteit, Henry Armitage, Wilbur toegang tot het boek weigert, breekt Wilbur ’s nachts in bij de bibliotheek. Een waakhond vliegt hem echter aan en doodt hem. Wanneer Armitrage en twee professoren van de universiteit (Francis Morgan en Warren Rice) Wilburs lijk onderzoeken, ontdekken ze dat hij een half mens, half onbekend wezen is. Binnen een paar uur smelt zijn lijk bovendien weg, waardoor alle bewijzen verloren gaan.
Een paar dagen later wordt Dunwich getroffen door een reeks aanvallen van een mysterieus beest dat losbreekt uit de boerderij van de Whateley’s. Het beest valt twee families in hun huis aan en verslindt alle aanwezigen. Ondertussen ontdekken Armitrage, Morgan en Rice dat Wilbur mogelijk verwekt is door Yog-Sothoth, en wat er gaande is in Dunwich. Ze reizen af naar Dunwich, waar ze met een vooraf ingestudeerd ritueel het monster weten te bedwingen en van de aarde te verjagen. Nadien onthullen ze dat het monster de tweelingbroer was van Wilbur, alleen leek hij meer op zijn vader dan op een mens.

## Achtergrond
In een brief aan August Derleth schreef Lovecraft dat hij "The Dunwich Horror" had gebaseerd op meerdere Nieuw-Engelandse legendes, met name een die hij een maand eerder had gehoord in Wilbraham. Dunwich's Sentinel Hill is mogelijk gebaseerd op de echt bestaande Wilbraham Mountain nabij Wilbraham.
Lovecrafts primaire literaire bronnen voor "The Dunwich Horror" waren de verhalen van de Britse schrijver Arthur Machen, met name The Great God Pan (waar in "The Dunwich Horror" ook naar verwezen wordt) en "The Novel of the Black Seal". In beide verhalen staat een personage centraal dat na zijn dood niet geheel menselijk blijkt te zijn. Een andere mogelijke bron is The Thing in the Woods van Harper Williams. De naam Dunwich komt mogelijk uit Machen's The Terror, waarin het de naam van een Engels plaatsje is.
"The Dunwich Horror" is noemenswaardig in het feit dat het een van de weinige verhalen van Lovecraft is, waarin de menselijke personages het onbekende kwaad weten te bedwingen en te verjagen.
Hoewel Yog-Sothoth eerder al even kort genoemd werd in het verhaal The Case of Charles Dexter Ward, maakte Lovecraft hem in "The Dunwich Horror" tot een van zijn buitenaardse goden genaamd de Old Ones. Tevens speelt de Necronomicon in "The Dunwich Horror" een uitgebreidere rol dan in andere Lovecraft-verhalen.

## Reacties
Lovecraft was zelf tevreden over zijn verhaal, en omschreef "The Dunwich Horror" zelfs als een verhaal dat Farnsworth Wright mogelijk niet zou durven publiceren in zijn tijdschrift. Wright kocht het verhaal voor 240 dollar (volgens huidige tarieven 2800 dollar), het grootste bedrag dat Lovecraft tot dusver had ontvangen voor een enkel verhaal.
Lovecrafts biograaf Lin Carter noemde het verhaal "an excellent tale.... A mood of tension and gathering horror permeates the story, which culminates in a shattering climax". Robert M. Price omschreef 'The Dunwich Horror' als zijn favoriete Lovecraft-verhaal."
S.T. Joshi daarentegen vond 'The Dunwich Horror' te veel een standard goed-tegen-kwaad-scenario.

## Bewerkingen
- Een verfilming van het verhaal werd uitgebracht in 1970, met Dean Stockwell als Wilbur Whateley. De film heeft echter qua verhaal maar weinig te doen met Lovecrafts verhaal.
- De H.P. Lovecraft Historical Society heeft het verhaal tot een hoorspel bewerkt getiteld Dark Adventure Radio Theatre: The Dunwich Horror.
- In 1945 bewerkte de radioserie Suspense The Dunwich Horror tot een hoorspel, met onder anderen Ronald Colman in de rol van Henry Armitage.
- Toei Animation maakte een korte klei-animatie-film van The Dunwich Horror en bracht die samen met soortgelijke bewerkingen van The Picture in the House en The Festival uit op de dvd H. P. Lovecraft's The Dunwich Horror and Other Stories.